# Juan Segale
Juan Segale (Zamora de Hidalgo, 1870 - 1931) fue un físico, químico e inventor mexicano.
De ascendencia sefardí italiana, ingresó en el Seminario de México, convirtiéndose en sacerdote. Impartió clases de física y química, e inventó diversos artilugios. Murió a causa de un accidente provocado por uno de sus instrumentos.
Predijo la fisión del átomo, y construyó un receptor de radio con anterioridad a la década de 1920, cuando se introdujeron los primeros en el país. También estudió el fenómeno de la diatermia.